# Obermodern-Zutzendorf
Obermodern-Zutzendorf ist eine französische Gemeinde mit 1.740 Einwohnern (Stand 1. Januar 2021) im Département Bas-Rhin in der Europäischen Gebietskörperschaft Elsass und in der Region Grand Est.

## Geografie
Die Gemeinde wird von der Moder durchflossen.

## Geschichte
Bis zum 1. Januar 1974 hieß sie „Modern“.
Am 17. April 1983 kam es zur Fusion mit der Gemeinde Zutzendorf. Bekannt ist auch, dass die Ortschaften im 18. Jahrhundert „Obermotter“ und „Zutzendorff“ hießen.

## Bevölkerungsentwicklung
| 1962 | 1968 | 1975 | 1982 | 1990 | 1999 | 2006 | 2017 |
| ---- | ---- | ---- | ---- | ---- | ---- | ---- | ---- |
| 1445 | 1459 | 1464 | 1481 | 1395 | 1436 | 1526 | 1681 |

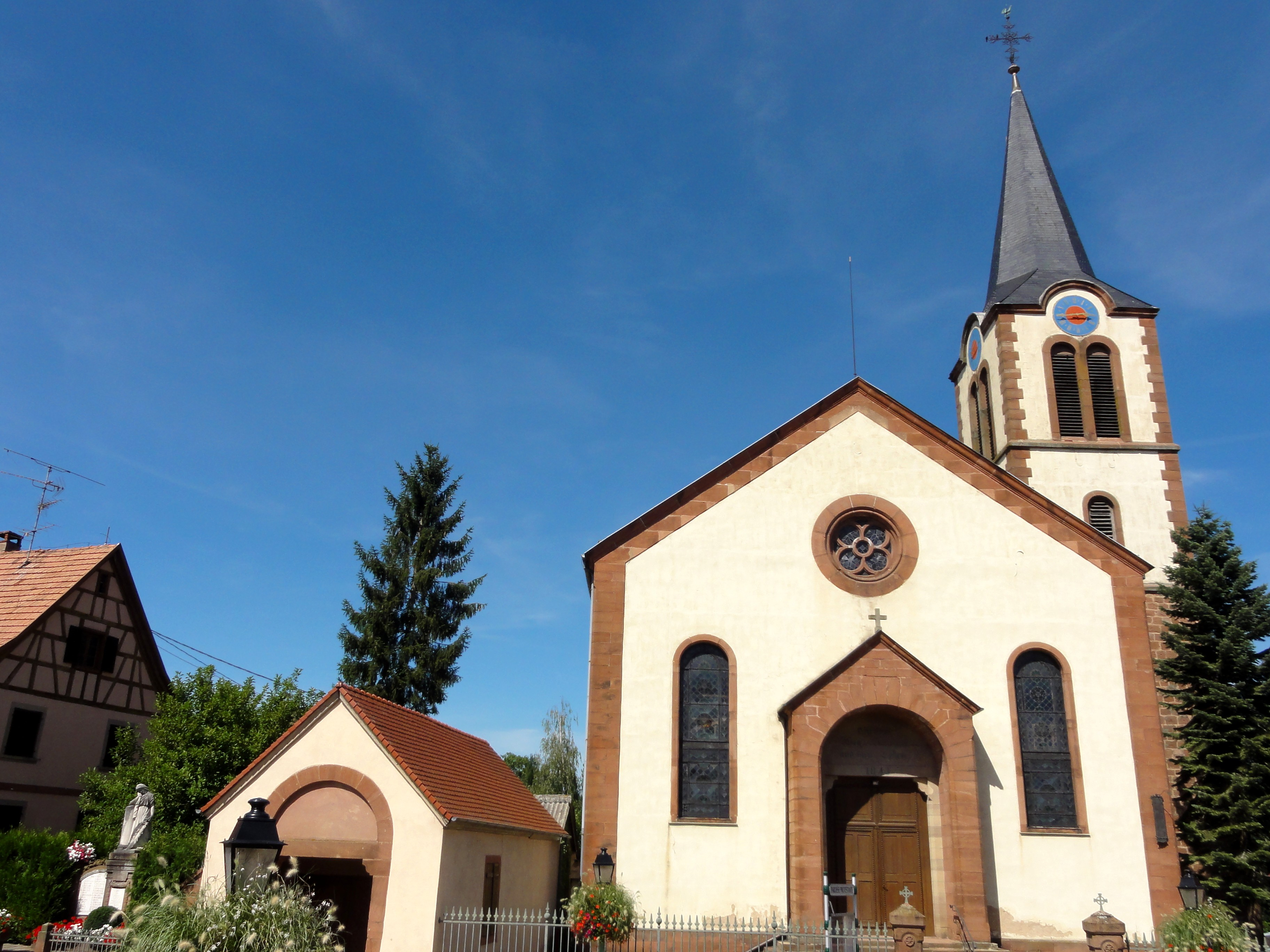
Protestantische Kirche Obermodern
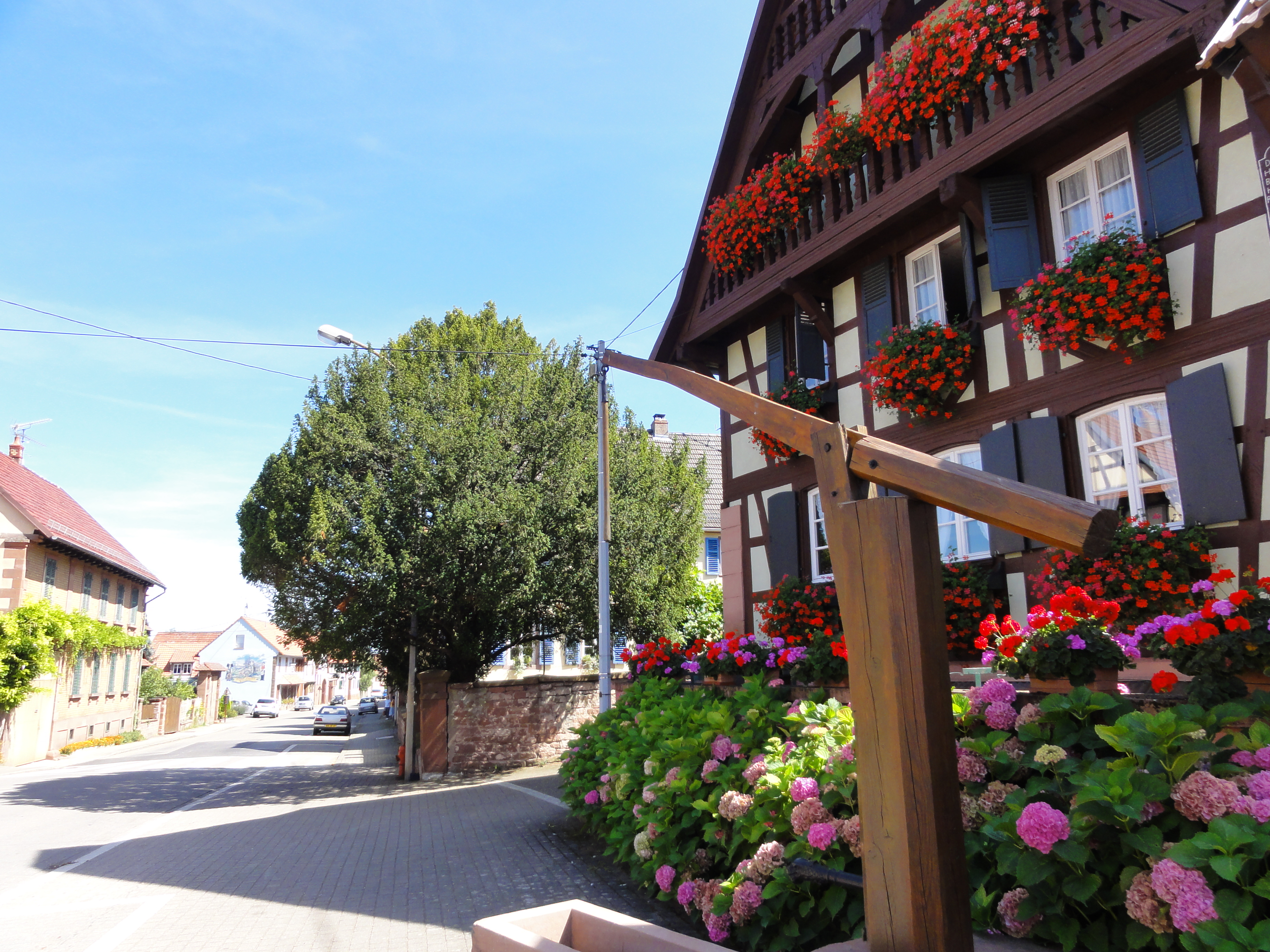
Fachwerkhaus mit Ziehbrunnen

## Verkehr
Der Bahnhof Obermodern liegt an der Bahnstrecke Steinbourg–Rastatt und der Bahnstrecke Mommenheim–Ingwiller.